# Икаруга (посёлок)
Икаруга (яп. 斑鳩町 Икаруга-тё:) — посёлок в Японии в уезде Икома префектуры Нара. Площадь посёлка составляет 14,27 км², население — 27 418 человек (1 августа 2014), плотность населения — 1921,37 чел./км².
Икаруга известна древними буддийскими храмами, среди которых выделяются Хорю-дзи и Хокки-дзи. К храму Хорю-дзи примыкает храм Тюгу-дзи. Известен также храм Хорин-дзи посвящённый принцу Сётоку.